# Bahnhof Piła Główna

Der Bahnhof Piła Główa ist ein Inselbahnhof in der Stadt Piła im Norden der Woiwodschaft Großpolen. Bis 1945 trug er den Namen Schneidemühl.

## Lage

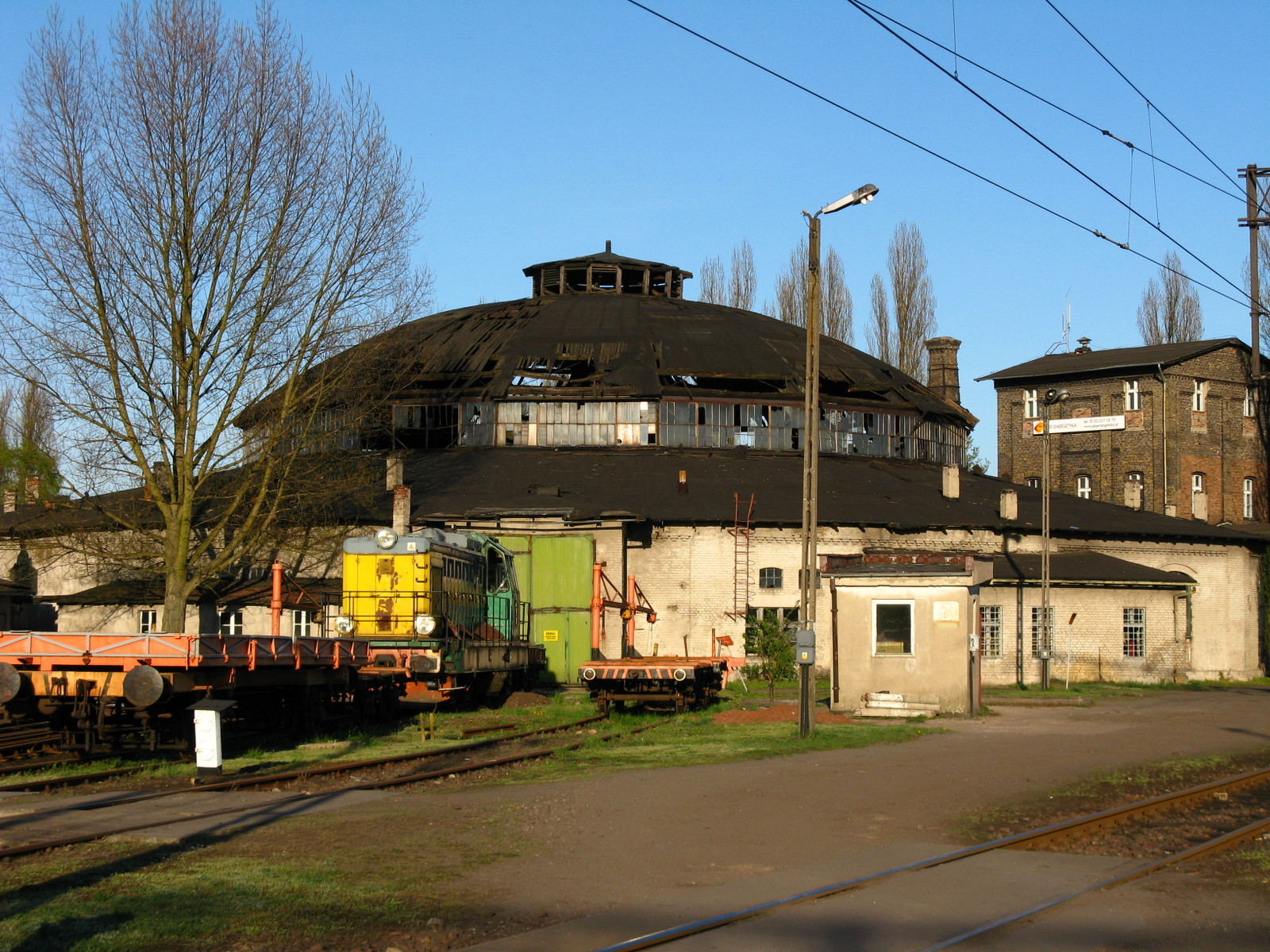
Rundlokschuppen Piła

Der Bahnhof befindet sich im südlichen Teil des Stadtzentrums von Piła, auf der Zygmunta Staregostraße. Das Bahnhofsgebäude liegt auf der erweiterten Plattform 1/5 und ist zugänglich von der Innenstadt dank eines Systems von unterirdischen Tunneln. Über den Bahngleisen befindet sich seit 1975 ein Viadukt mit einer Länge von 230 m, das die nördlichen und südlichen Teile der Stadt verbindet.
Zwischen dem Personenbahnhof und dem Fluss Gwda gibt es Gebäude des stillgelegten Bahnbetriebswerkes, unter anderem mit einem Rundlokschuppen. An diesem Ort soll ein Eisenbahnmuseum entstehen.

## Geschichte

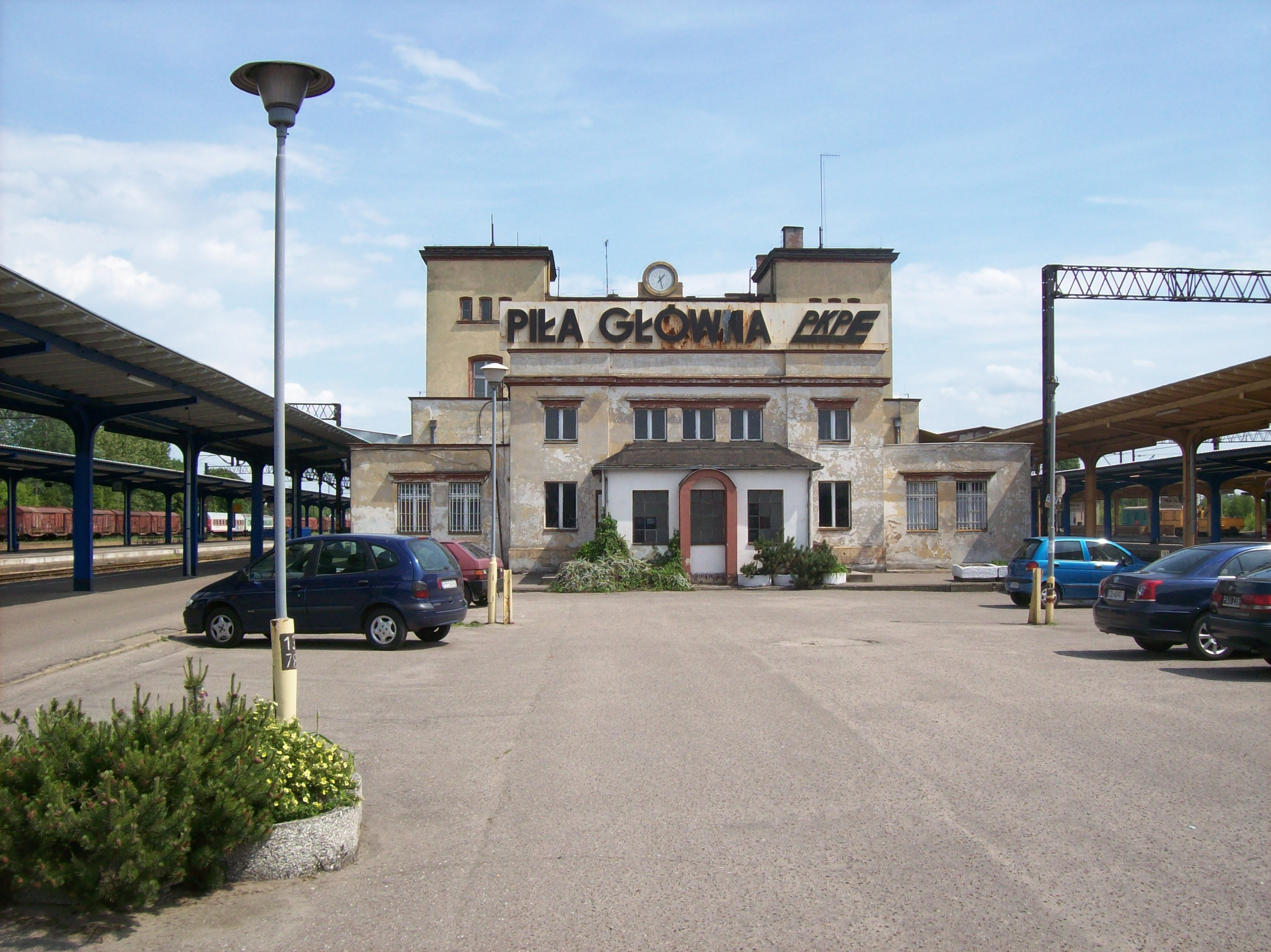
Bahnhof im Jahr 2009

Die erste Eisenbahnverbindung von Kreuz und Berlin, in Richtung Bromberg über Schneidemühl wurde am 27. Juli 1851 eröffnet. Zwei Jahre später begann man mit dem Bau der Eisenbahnstation, die im Jahr 1876 eröffnet und dann noch mehrmals umgebaut wurde. Weitere Bahnverbindungen sind entstanden: im Januar 1871 nach Flatow, im Mai 1879 nach Posen und Neustettin und im November 1881 nach Deutsch Krone. Am 1. Oktober 1907 wurde die Königliche Lokomotivwerkstatt eröffnet, nach 1945 das ZNTK Piła (Zakłady Naprawcze Taboru Kolejowego). In dreißig Jahren war Schneidemühl zu einem wichtigen Eisenbahnknotenpunkt geworden; im Jahr 1913 hat man 575.000 Passagiere hier abgefertigt. Im gleichen Jahr eröffneten die preußischen Staatseisenbahnen mit dem letzten Abschnitt der Bahnstrecke Sagen-Goray–Schneidemühl ihre letzte neue Strecke nach Schneidemühl. Bis 1914 passierte auch der Nord-Express von Paris nach St. Petersburg den Bahnhof. 
Nach 1918 behielt der Bahnhof seine Bedeutung. Schneidemühl wurde Regierungssitz der neuen preußischen Provinz Grenzmark Posen-Westpreußen. Der Bahnhof von Schneidemühl wurde Grenzbahnhof im Verkehr nach Polen und für Züge des Privilegierten Eisenbahn-Durchgangsverkehrs nach Ostpreußen über Bydgoszcz. Grenzbahnhof auf polnischer Seite wurde der Bahnhof von Kaczory (Erpel). Die ebenfalls über die Grenze verlaufenden Strecken nach Posen und Sagen-Goray (Bzowo Goraj) wurden zwischen Königsblick und Gertraudenhütte bzw. Usch und Ujście unterbrochen. Beide Abschnitte wurden während der deutschen Besetzung Polens im Zweiten Weltkrieg wieder in Betrieb genommen. Nach dem Krieg kam Schneidemühl 1945 zu Polen und heißt seitdem Piła.
Am 19. Mai 1988 geschah auf dem Gelände der Station ein Zugunglück eines Militärtransportes, bei dem zehn Soldaten umgekommen sind und 28 schwer verwundet wurden. In den Jahren 1989–1990 ist der Bahnhof elektrifiziert worden. Im Jahr 1993 schloss die PKP den Reparaturbetrieb für den Wagenpark (ZNTK) und am 25. Mai 1994 den Rangierbahnhof.

## Heute

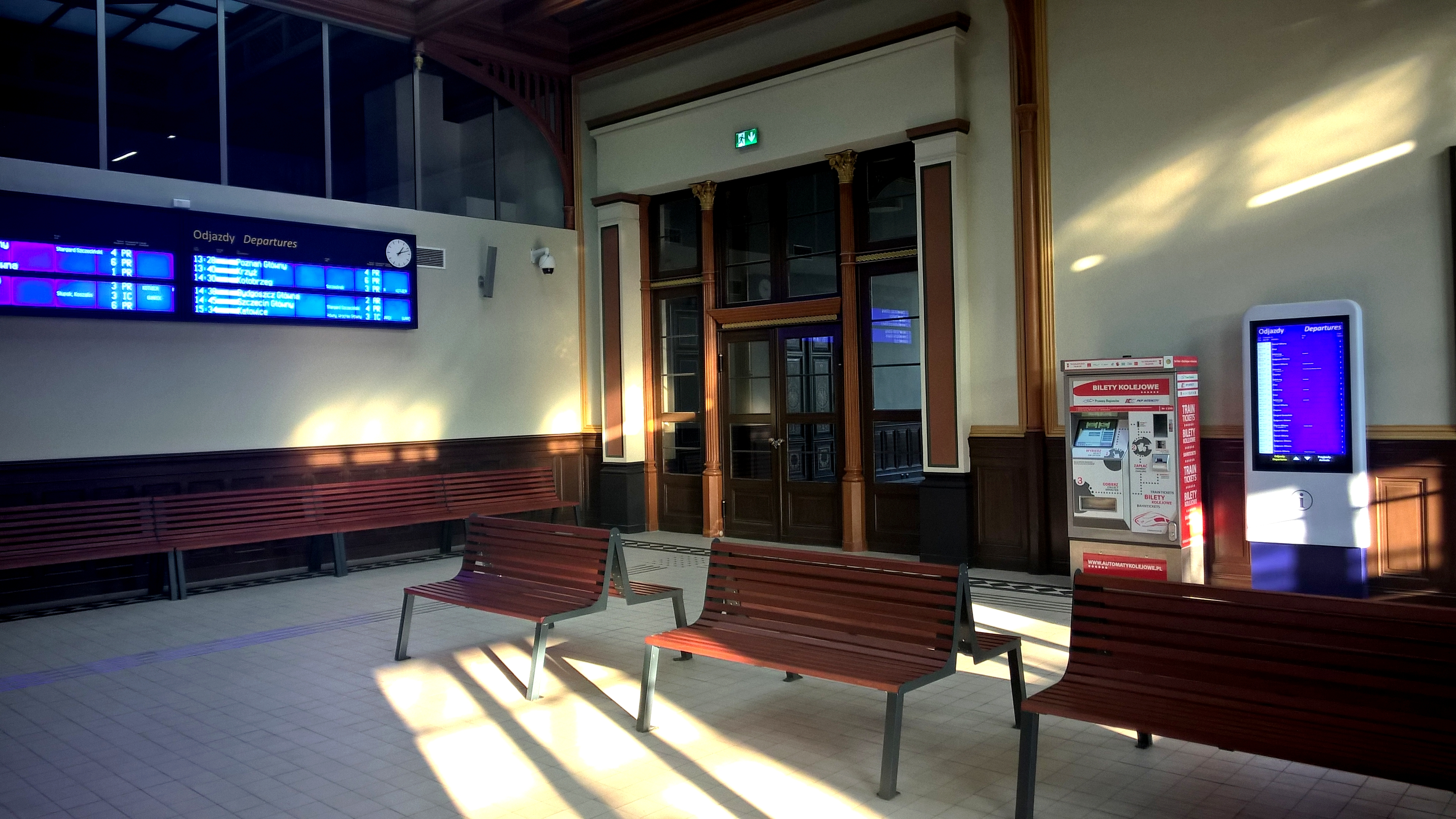
Das Innere der Schalterhalle

Am 1. September 2012, nach zwölfjähriger Pause, wurde nach Modernisierung des Gleiskörpers der Eisenbahnpersonenverkehr zwischen Piła und Stettin über Wałcz wieder aufgenommen. Im Juli 2010 sind der Bahnhof und der Lokomotivschuppen in die Liste der Denkmäler eingetragen worden.
Am 16. Mai 2014 begann die Renovierung des Bahnhofsgebäudes. Bei der Baumaßnahme wurden die Fußböden, der Putz, der Anstrich, die Installation und die Bedachung renoviert. Die Renovierung umfasste auch die Neukonstruktion der Decken. Der Bahnhof ist den Bedürfnissen der behinderten Personen angepasst worden. Vor dem Bahnhof ist der Parkplatz um 70 Stellplätze erweitert worden. Am 26. Oktober 2015 wurde das Gebäude wieder eröffnet.
In den Jahren 2017–2019 ist die Modernisierung der Bahnstrecke Piła–Poznań vorgesehen.